# Menkokia minor
Menkokia minor là một loài tò vò trong họ Ichneumonidae.